# آیت سدرات جبل علیا
آیت سدرات جبل علیا (به فرانسوی: Ait Sedrate Jbel El Oulia) یک کومون در مراکش است که در استان تنغیر واقع شده‌است. آیت سدرات جبل علیا ۴٬۰۵۹ نفر جمعیت دارد.